# Donji Mosti
Donji Mosti falu Horvátországban Belovár-Bilogora megyében. Közigazgatásilag Kapelához tartozik.

## Fekvése
Belovártól légvonalban 17, közúton 20 km-re, községközpontjától légvonalban 7, közúton 8 km-re északra, a Bilo-hegység területén, Poljančani és Srednji Mosti között, a Komarnica-patak partján fekszik.

## Története
A falu a török kiűzése után a 17. században keletkezett, amikor a kihalt vidékre keresztény lakosságot telepítettek be. 1774-ben az első katonai felmérés térképén „Dorf Dolni Moszti” néven szerepel. A település katonai közigazgatás idején a szentgyörgyi ezredhez tartozott. Lipszky János 1808-ban Budán kiadott repertóriumában „Moszti (Dolnyi)” néven szerepel.  
Nagy Lajos 1829-ben kiadott művében „Moszti (Dolni)” néven 38 házzal, 200 katolikus és 8 ortodox vallású lakossal találjuk.
A katonai közigazgatás megszüntetése után Magyar Királyságon belül Horvátország részeként, Belovár-Kőrös vármegye Belovári járásának része volt. A településnek 1857-ben 287, 1910-ben 500 lakosa volt. Az 1910-es népszámlálás szerint lakosságának 99,6%-a horvát anyanyelvű volt. 1918-ban az új szerb-horvát-szlovén állam, majd később Jugoszlávia része lett. 1941 és 1945 között a németbarát Független Horvát Államhoz, majd a háború után a szocialista Jugoszláviához tartozott. A település szomorú nevezetessége, hogy a második világháború idején itt követték el az első horvátországi háborús bűntettet. 1941. április 10-én nagycsütörtökön, két nappal a Független Horvát Állam kikiáltása után a Verőcéről bevonuló II. jugoszláv lovasezred és a velük érkező szerb szabadcsapatok 11 fegyvertelen horvát polgári személyt gyilkoltak meg a településen, mely súlyos károkat is szenvedett. A háború alatt a három településről Donji, Srednji és Gornji Mostiról összesen 71 lakos esett el, vagy gyilkoltak meg, köztük a plébánost Viktor Müller atyát is. A háború után a fiatalok elvándorlása miatt lakossága folyamatosan csökkent. 1991-től a független Horvátország része. 1991-ben lakosságának 98%-a horvát nemzetiségű volt. 2011-ben a településnek 210 lakosa volt.

## Lakossága
| Lakosság változása | Lakosság változása | Lakosság változása | Lakosság változása | Lakosság változása | Lakosság változása | Lakosság változása | Lakosság változása | Lakosság változása | Lakosság változása | Lakosság változása | Lakosság változása | Lakosság változása | Lakosság változása | Lakosság változása | Lakosság változása |
| ------------------ | ------------------ | ------------------ | ------------------ | ------------------ | ------------------ | ------------------ | ------------------ | ------------------ | ------------------ | ------------------ | ------------------ | ------------------ | ------------------ | ------------------ | ------------------ |
| 1857               | 1869               | 1880               | 1890               | 1900               | 1910               | 1921               | 1931               | 1948               | 1953               | 1961               | 1971               | 1981               | 1991               | 2001               | 2011               |
| 287                | 349                | 403                | 497                | 477                | 500                | 470                | 546                | 469                | 455                | 444                | 415                | 315                | 297                | 241                | 210                |

## Nevezetességei
- Szent Benedek tiszteletére szentelt római katolikus temploma[6] 1883-ban épült. 1913-ban átépítették, ekkor történt belső festése is. Egyhajós, négyszög alaprajzú épület félköríves apszissal. A sekrestye délről csatlakozik a szentélyhez. A nyugati főhomlokzat felett magasodik a piramis alakú toronysisakban végződő harangtorony. A hajót csehsüveg boltozat, a szentélyt félkupola fedi. a kórus a főhomlokzat belső oldalán, két erős oszlopon nyugszik. A falak külső részét pilaszterek, lizénák és magasított árkád alakzatok tagolják. A mai templom helyén az első katonai felmérés térképének tanúsága szerint már a 18. században is állt egy korábbi templom.
- A II. világháború áldozatainak emlékműve a falu temetőjében.